# Gammellåks
Gammellåks eller Gammel-Låks är en före detta bondgård bestående av tio byggnader i byn Karsjö i Järvsö socken, Hälsingland. Gården är sedan 1991 ett byggnadsminne.

## Beskrivning
Gammellåks är en fyrbyggd gård, vars mangårdsbyggnad är uppförd i två våningar med stående träpanel. Lockpanelen är omålad och har till stora delar mörknat naturligt genom ackumulerad solexponering. Panelen på en av gavlarna helrenoverades före millennieskiftet och har därför en ljusare färg.
I övrigt är byggnaden både in- och utvändigt oförändrad i stort sedan byggnationen i början av 1800-talet. De munblåsta glasrutorna i fönstren delas in av spröjs i tre och tre sektioner på bottenvåningen samt sex och sex på övervåningen. Invändigt finns klassiska kännetecken som skurgolv, bröstpaneler i trä och schablonmålade väggar. schablonmålerierna i övervåningens sal går i rött och grönt med bladornament och ymnighetshorn. Måleriet täcks av en dubbel målad takbård. Herrstugans dekorationer är lite mer återhållsamt färgade men rikt mönstrade. Även salen på bottenvåningen har prytts med schablonmålning med bladornament och lyror.
De övriga byggnaderna i gårdsfyrkandet är en vardagsstuga, en bodlänga och en större ladugård. Till gården hör även tre härbren, en trösklada och en hölada.

## Historia
Gården Låks byggdes i ett område kallat Låket, vilket antyder att platsen ursprungligen var en utmarksodling. När Gustav Vasas jordebok publicerades 1542 existerade gården, men då inte i form av en permanent bosättning. På 1560-talet var den etablerad och tillhörde bonden Lars Persson och växte under 1600-talet till omfattningen 12 öresland. Namnet ändrades vid en hemmansklyvning 1825 där gården delades upp i Gammel- och Ny-låks.
Först från 1700-talets slut är gårdens bebyggelse känd och bestod av två stugor, varav vardagsstugan fortfarande står kvar medan den andra revs i början av 1800-talet och ersattes av en herrstuga (nuvarande huvudbyggnaden). Den rivna stugan lever dock kvar eftersom delar inklusive dess gavelröste återanvändes i bygget. Gården byggdes samtidigt till med en låg bodlänga.
Vid en upprustning under 1880-talet ersattes vardagsstugans och bodlängans brokvistar med enklare vindfång samtidigt som vardagsstugans väggar täcktes med liggande fasspontpanel. Man byggde även en större ladugård. Från och med 1924 har gården huvudsakligen varit bebodd sommartid. Under 1970-talet har en andra omgång renoveringar skett. Vardagsstugan har blivit av med sin träpanel och man har försökt rekonstruera de två rivna brokvistarna. Längan med portlidret som flyttats vid något tillfälle i gårdens historia har ersatts med en inflyttad byggnad.

## Galleri

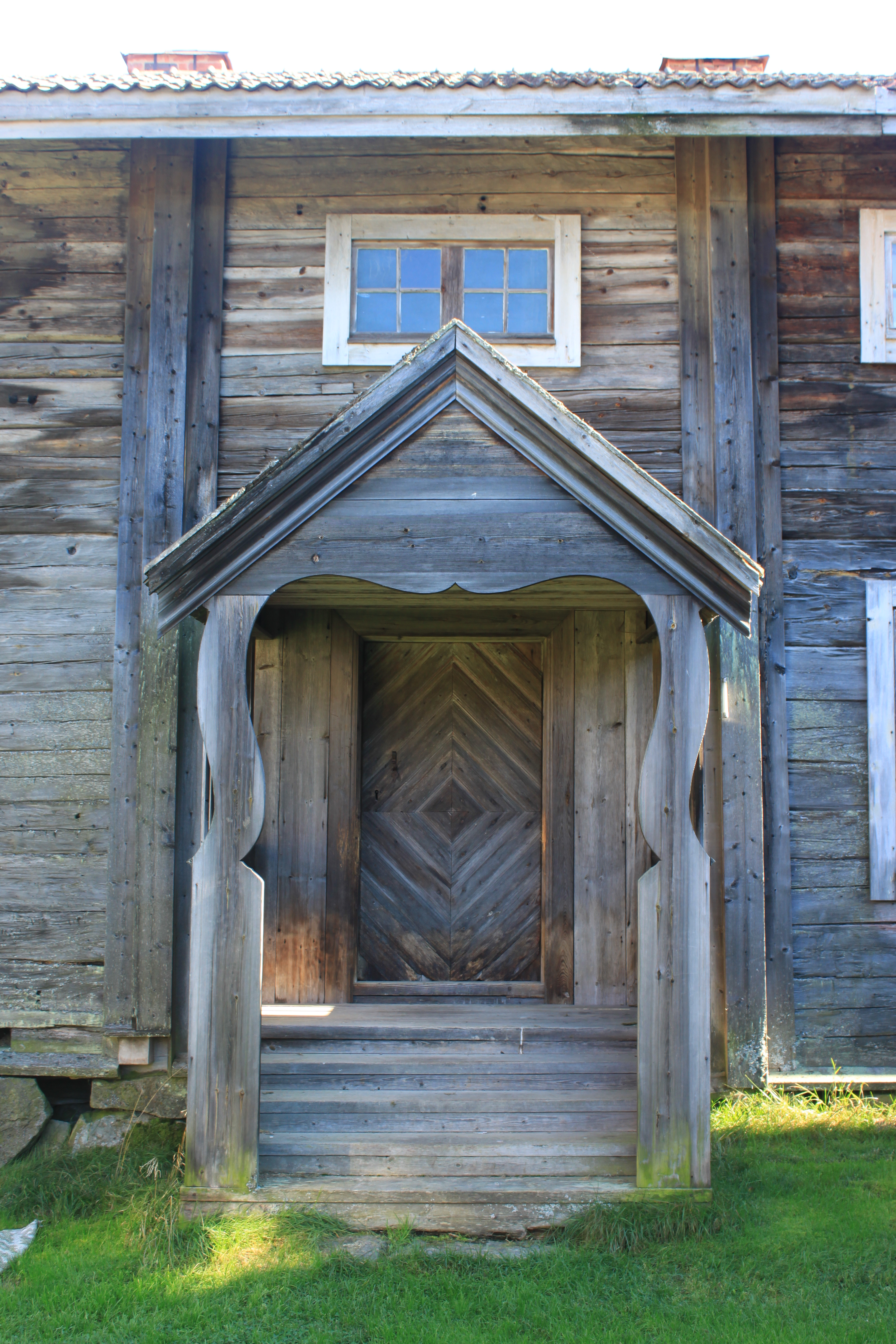
Förstukvist i järvsöstil på Gammellåks.
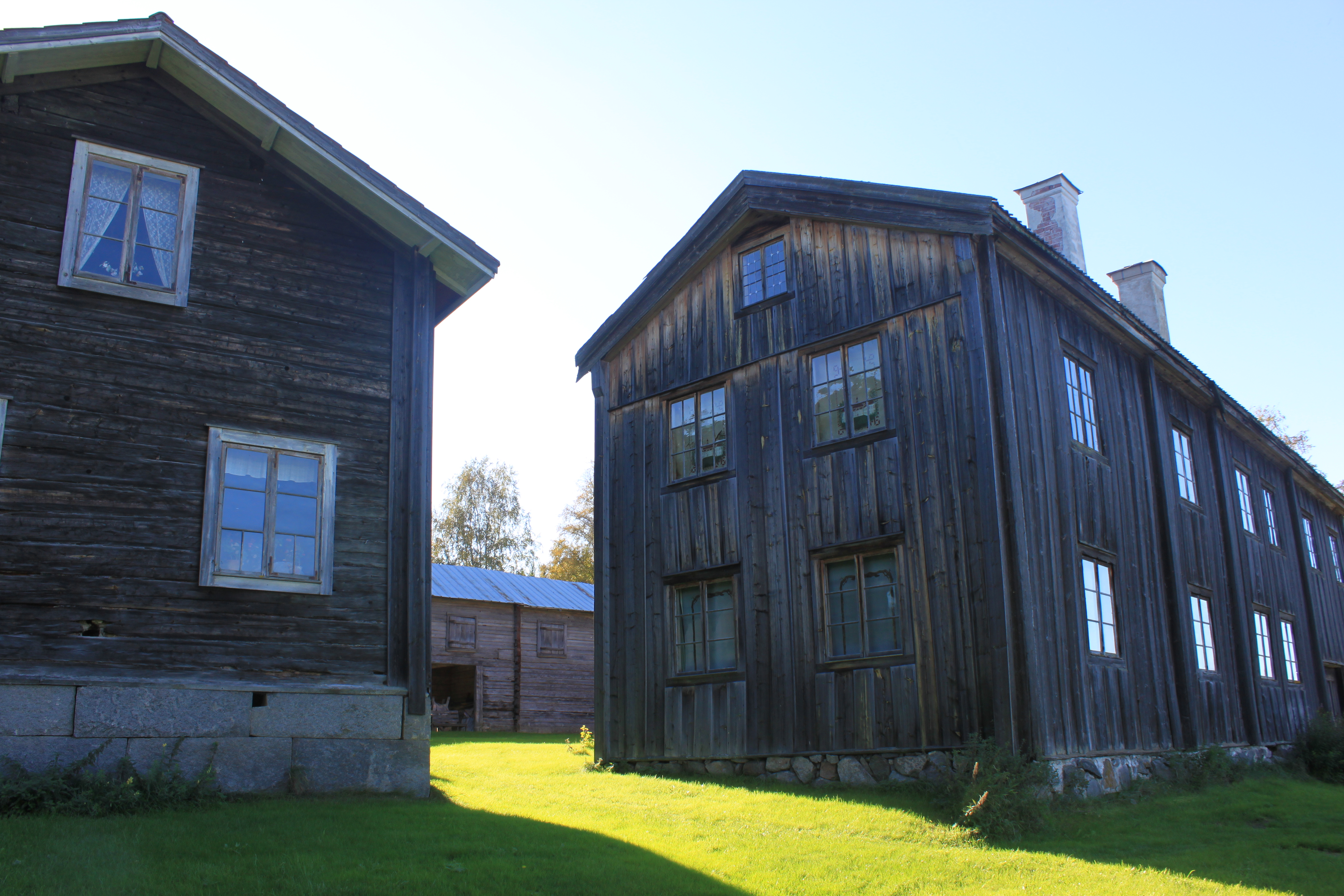
Den fyrbyggda gårdens tun skymtar mellan husgavlarna.